# Glenn O’Shea
Glenn O’Shea (* 14. Juni 1989 in Swan Hill, Victoria) ist ein ehemaliger australischer Bahn- und Straßenradrennfahrer.

## Sportliche Laufbahn
Glenn O’Shea gewann bei den Oceania Games 2006 in Melbourne die Goldmedaille im Scratch der Juniorenklasse. Im nächsten Jahr wurde er australischer Meister im Punktefahren der Juniorenklasse und im Madison der Eliteklasse. Bei den Junioren-Bahnradweltmeisterschaften in Aguascalientes gewann er die Silbermedaille im Madison zusammen mit Leigh Howard und jeweils Gold im Omnium und in der Mannschaftsverfolgung. Außerdem wurde er 2008 Ozeanienmeister im Omnium und im Scratch. 2008 gewann O’Shea bei der australischen Meisterschaft die Mannschaftsverfolgung, den Madison- und den Omnium-Wettbewerb. Zusammen mit Leigh Howard gewann er 2008 die UIV-Cup-Rennen in Amsterdam und in München. Beim Bahnrad-Weltcup 2008/09 in Melbourne war O’Shea beim Punktefahren erfolgreich. 2009 wurde er zweifacher australischer Meister, im Scratch und im Punktefahren.
2011 wurde Glenn O’Shea erneut australischer Meister in der Mannschaftsverfolgung. Beim ersten Lauf des Bahnrad-Weltcups 2011/2012 im kasachischen Astana war er der erfolgreichste Teilnehmer, mit zwei ersten Plätzen, im Zweier-Mannschaftsfahren mit Alexander Edmondson, und in der Einerverfolgung, sowie einem zweiten Platz in der Mannschaftsverfolgung. Bei den UCI-Bahn-Weltmeisterschaften 2012 in Melbourne wurde er Weltmeister im Omnium. Im Jahr darauf, bei den Bahn-Weltmeisterschaften in Minsk wurde er erneut Weltmeister, dieses Mal in der Mannschaftsverfolgung, gemeinsam mit Edmondson, Michael Hepburn und Alexander Morgan; im Omnium errang er Bronze.
2016 wurde O’Shea für die Teilnahme an den Olympischen Spielen in Rio de Janeiro nominiert, wo er im Omnium Rang sieben belegte.

## Erfolge – Bahn
2006
- Ozeanienspiele – Scratch (Junioren)

2007
- Weltmeister – Omnium (Junioren)
- Weltmeister – Mannschaftsverfolgung (Junioren) (mit Jack Bobridge, Leigh Howard und Travis Meyer)
- Ozeanienmeister – Omnium
- Ozeanienmeister – Scratch
- Australischer Meister – Punktefahren (Junioren), Madison (mit Jack Bobridge)

2008
- Australischer Meister – Mannschaftsverfolgung (mit Sean Finning, Leigh Howard und James Langedyk), Madison (mit Leigh Howard)
- Australischer Meister – Omnium
- UIV Cup Amsterdam mit Leigh Howard
- UIV Cup München mit Leigh Howard
- Weltcup Melbourne – Punktefahren

2009
- Bahnrad-Weltcup in Peking – Mannschaftsverfolgung (mit Rohan Dennis, Leigh Howard und Mark Jamieson), Madison mit Leigh Howard
- Australischer Meister – Punktefahren, Scratch, Madison mit Cameron Meyer

2011
- Bahnrad-Weltcup in Astana – Einerverfolgung, Madison (mit Alexander Edmondson)
- Australischer Meister – Mannschaftsverfolgung (mit Rohan Dennis, Alexander Edmondson und Damien Howson)

2012
- Olympische Spiele – Mannschaftsverfolgung (mit Jack Bobridge, Rohan Dennis, Michael Hepburn)
- Weltmeister – Omnium
- Weltmeisterschaft – Mannschaftsverfolgung mit Jack Bobridge, Rohan Dennis, Michael Hepburn
- Australischer Meister – Omnium, Mannschaftsverfolgung mit Jack Bobridge, Rohan Dennis und Alexander Edmondson
- Sechstagerennen von Gent mit Iljo Keisse

2013
- Weltmeister – Mannschaftsverfolgung (mit Alexander Edmondson, Michael Hepburn und Alexander Morgan)
- Weltmeisterschaft – Omnium
- Australischer Meister – Omnium, 1000-Meter-Zeitfahren, Mannschaftsverfolgung (mit Luke Davison, Alexander Edmondson und Miles Scotson)

2014
- Weltmeister – Mannschaftsverfolgung (mit Luke Davison, Alexander Edmondson und Mitchell Mulhern)
- Commonwealth Games – Mannschaftsverfolgung (mit Jack Bobridge, Luke Davison und Alexander Edmondson)
- Commonwealth Games – Scratch
- Australischer Meister – Punktefahren, Mannschaftsverfolgung (mit Jack Bobridge, Luke Davison und Alexander Edmondson)

2015
- Weltmeisterschaft – Omnium
- Bahnrad-Weltcup in Cambridge – Mannschaftsverfolgung (mit Jack Bobridge, Alexander Edmondson und Michael Hepburn)

2016
- Weltmeisterschaft – Omnium

## Erfolge – Straße
2013
- eine Etappe Ronde de l’Oise

2016
- Mannschaftszeitfahren Ronde van Midden-Nederland

## Teams
- 2009 Team Jayco-AIS
- 2010 Team Jayco-Skins
- 2012 Team Jayco-AIS
- 2013 An Post-ChainReaction
- 2013 Garmin Sharp (Stagiaire)
- 2014 An Post-Chain Reaction
- 2015 Team Budget Forklifts
- 2016 ONE Pro Cycling